# Guillaume de Nogaret
Guillem de Nogaret (ca. 1260, Sant Felitz de Lauragués - 1313, París) fou un jurista conseller de Felip IV de França, nomenat garde de Sceaux (ministre de Justícia), home sense escrúpols, que forma part de la llegenda negra de la història de França per haver estat implicat en l'atemptat contra el papa Bonifaci VIII a Anagni i en la dissolució de l'orde del Temple.

## Ancestres i joventut
Pertanyia a una família que tenia una petita propietat a Nogaret (l'actual Saint Félix-Laugarais), al Languedoc. El seu avi, Raymond, un càtar de Tolosa fou condemnat per heretgia.
Estudià Dret a la Universitat de Montpeller. Va començar fent d'assessor jurídic per diversos clients com el bisbe Maguelone i el rei de Mallorca. Felip IV de França li va encomanar que el representés en la compra d'unes terres que el bisbe de Maguelone tenia en el senyoriu de Montpeller.
El 1293 entrà de manera fixa al servei del rei francès amb el càrrec de jutge principal destinat al tribunal de Beaucaire-Nimes, funció de responsabilitat que tingué durant dos anys, que és més que la d'un jutge en sentit estricte, en una de les senescalies més importants del regne.

## Conseller reial
Destinat a la cort reial des del 1295, va ser admès al Parlament com a conseller. Al començament li adjudicaren tasques administratives complint ordres d'altres. Amb el temps s'encarregà personalment de tasques d'importància: el projecte de pariatge amb el rei Jaume II de Mallorca amb relació a la vila de Montpeller, negociacions a l'adquisició per part del rei de la jurisdicció de Fijac, redacció d'una carta patent per aquesta vila, etc.
En aquesta època el bisbe de Pamiers, Bernat Saisset, es va negar a contribuir al rei, conflicte originat perquè el papa Bonifaci VIII havia decidit crear un nou bisbat. El rei confià a Guillem de Nogaret la resolució d'aquest problema i aquest va acusar Saisset d'heretgia i alta traïció contra el rei. Saisset fou defensat pel bisbe d'Auxerre.

## L'atemptat contra Bonifaci VIII

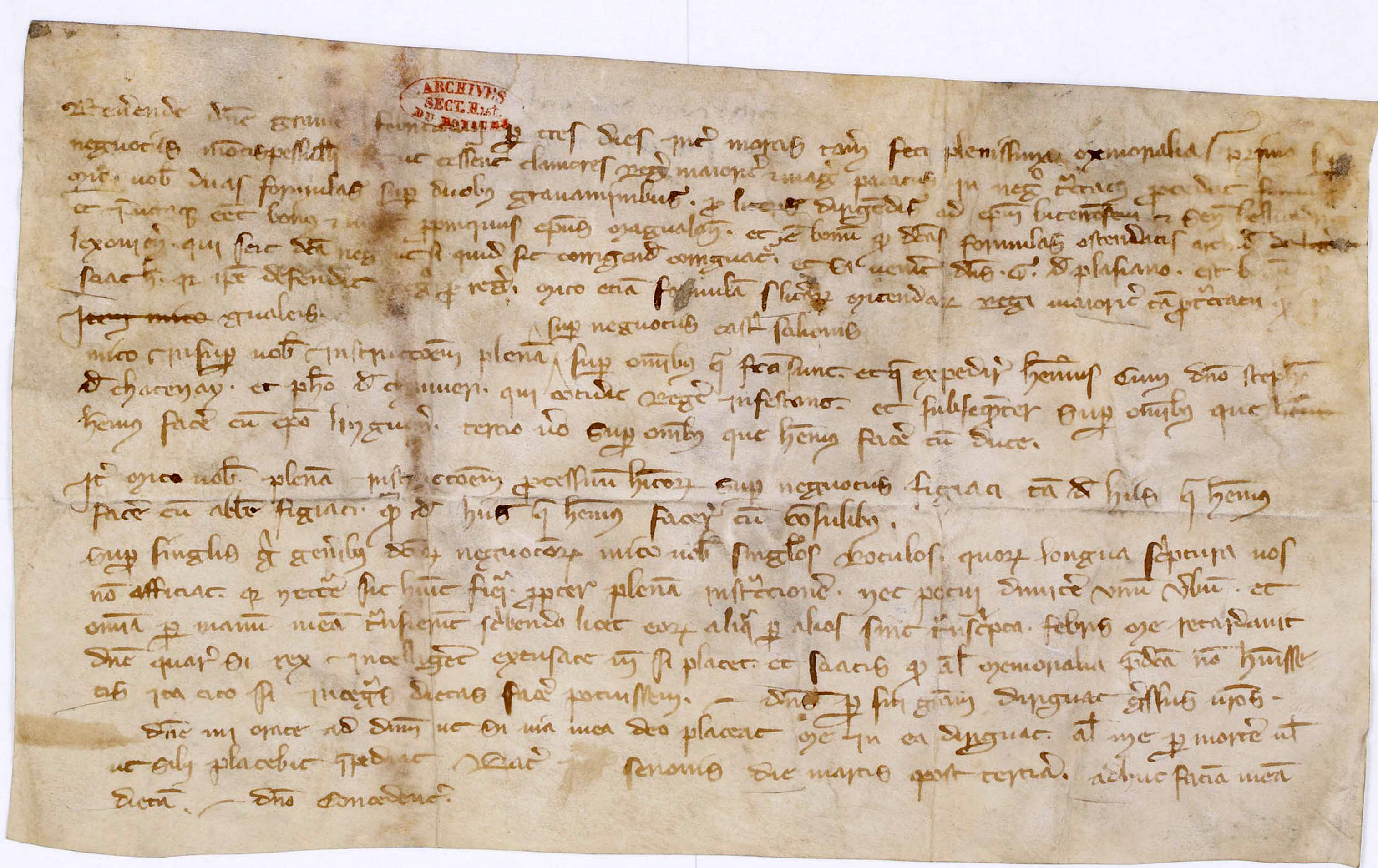
Carta de Guillem de Nogaret a Étienne de Suisy, en què l'informa de la propera visita a terres italianes el març del 1303.

El 12 de març del 1303 va fer un discurs davant el rei en què acusava el papa Bonifaci VIII d'heretgia. Tot seguit es posà en contacte amb membres de la família Colonna per preparar junts l'atemptat. Al juny tornà a llançar les acusacions davant el rei, del qual va obtenir el vist-i-plau per actuar conseqüentment. El 7 de setembre Nogaret i Sciara Colonna es presentaren amb un petit exèrcit a Anagni, on residia el papa, i l'apresaren. Probablement la seva intenció era portar-lo a París per fer-lo comparèixer davant un concili presidit pel rei i fer-lo cessar. Però, de manera inesperada, la població d'Anagni es va revoltar indignada i els segrestadors es van veure obligats a fugir. Bonifaci, afectat pels esdeveniments, moriria un mes més tard a Roma.
El nou papa, Climent V, va fer cridar a Nogaret el 7 de juny el 1304 per demanar explicacions sobre els fets. El veredicte va ser l'excomunió, que va ser expressada amb dures paraules en la butlla Flagitiosum scelus, en què deia que era: «el fill de la perdició, primogènit de Satan i nascut del mal.» De retorn a la cort, el rei el recompensà amb diversos senyorius al Baix Languedoc: Marsillargues, Calvisson, Congénies (on encara una campana porta el seu nom) i Aujargues, a més d'una gran suma de diners. Tot plegat semblava l'escenificació d'un càstig, ja que el papa no va resposabilitzar el rei francès de l'atemptat i, vuit anys després, el 27 d'abril del 1311, va perdonar Nogaret (butlla Rex gloriae) a canvi que o bé s'apuntés a la propera croada o bé anés de pelegrí a un lloc sant de França o d'Espanya, cosa que mai va fer.

## Director de la política reial

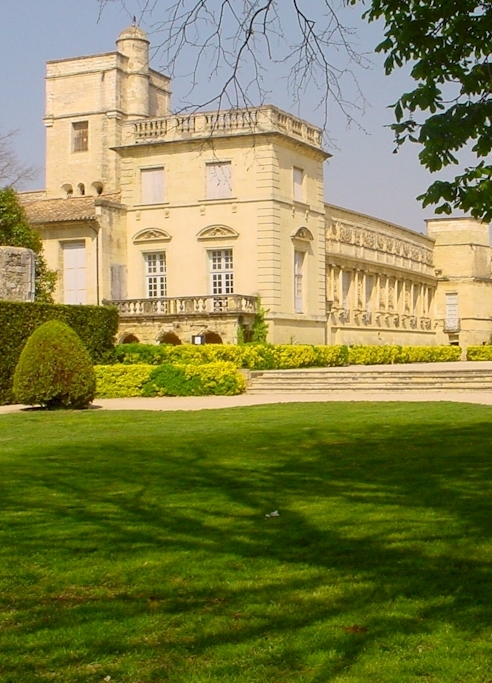
Casa senyorial dels Nogaret, a Marsillargues

Entre el 1306 i el 1316, Nogaret va ser l'autèntic artífex de la política francesa, tal era la confiança que el rei li tenia. El 21 de juny del 1306 va emetre un decret pel qual feia arrestar tots els jueus del país i l'expropiació dels seus béns; un cop fet això havien de marxar.
El setembre del 1307 feu la mateixa maniobra amb els templers, sota acusacions falses, amb l'objectiu de quedar-se els seus béns i eixugar els deutes de l'Estat. Felip IV, en recompensa, el va nomenar garde de Sceau, és a dir, ministre de Justícia. No tan sols va fer arrestar els templers mentre dormien i els va fer torturar adjudicant-se una competència que, per ser membres d'una orde religiosa només corresponia al papa, sinó que a més va engegar una campanya de difamació que va girar l'opinió pública contra ells.
També va orquestrar l'annexió de Lió, que llavors estava sota la jurisdicció de l'arquebisbe Pierre de Savoia. Aquesta annexió per la força realitzada el 1310, va quedar oficialment establerta amb la Santa Seu pel Tractat de Vienne, signat dos anys més tard.

## Mort
Morí l'abril del 1313, les seves terres les heretà el seu fill menor, també dit Guillem.